# NGC 2144
NGC 2144 (również PGC 17592) – galaktyka spiralna (Sa), znajdująca się w gwiazdozbiorze Góry Stołowej. Odkrył ją John Herschel 17 stycznia 1836 roku.